# 科夫蘇格河
科夫蘇格河（烏克蘭語：Ковсуг），是烏克蘭的河流，位於該國東部，屬於耶夫蘇格河的左支流，發源自上波赫丹尼夫卡，流經盧甘斯克州，河道全長54公里，流域面積410平方公里。